# Erebia difflua
Erebia difflua är en fjärilsart som beskrevs av Blachier 1910. Erebia difflua ingår i släktet Erebia och familjen praktfjärilar. Inga underarter finns listade i Catalogue of Life.